# Kinh tế Bahrain
Bahrain có nền kinh tế tự do nhất ở khu vực Trung Đông - Bắc Phi và thứ 98 trên toàn thế giới. Một chỉ số khác, được xuất bản bởi Viện Fraser, Bahrain đứng thứ 44 cùng với 7 quốc gia khác.
Ở Bahrain, sản xuất và chế biến dấu mỏ đóng góp tới 60% vào kim ngạch xuất khẩu, 60% trong thu ngân sách nhà nước, và 30% GDP. Tuy nhiên phần lớn dầu xuất khẩu lại được chế biến từ dầu thô nhập khẩu. Vì thế, tình hình kinh tế biến động cùng với sự lên xuống của giá dầu. Nhờ có cơ sở hạ tầng giao thông và thông tin phát triển, Bahrain đã thu hút được rất nhiều công ty đa quốc gia hoạt động tại vịnh Persia tới đặt đại bản doanh khu vực.

### Mục tham khảo
- Bài viết này kết hợp các tài liệu thuộc phạm vi công cộng từ website hay thư mục thuộc CIA World Factbook thư mục "2006 edition".

- Bài viết này kết hợp các tài liệu thuộc phạm vi công cộng từ website hay thư mục thuộc Bộ Ngoại giao (Hoa Kỳ) (Nền tảng lưu ý).

- Kingdom of Bahrain, Ministry of Labour Unemployment Insurance System Lưu trữ ngày 1 tháng 8 năm 2009 tại Wayback Machine. Truy cập 6 tháng 11 2007.